# Psytrance
El psytrance o trance psicodèlic és un subgènere de la música trance caracteritzat per arranjaments de ritmes i melodies en capes creades per riffs de tempo ràpid. El subgènere ofereix diferents varietats estilístiques, com ara darkpsy, forest, minimal, hitech psy, progressive, suomisaundi, psy-chill, psycore (fusió de trance psicodèlic i tecno hardcore), psybient (fusió de trance psicodèlic i ambient) o psybreaks. El goa trance va precedir el psytrance fins que els aparells digitals es van popularitzar i aquell va evolucionar.
El psytrance també està vinculat a altres gèneres musicals com el big beat, electroclash, grime i 2-step, i el gènere ha evolucionat conjuntament amb una escena d'arts psicodèliques multimèdia.

## Història

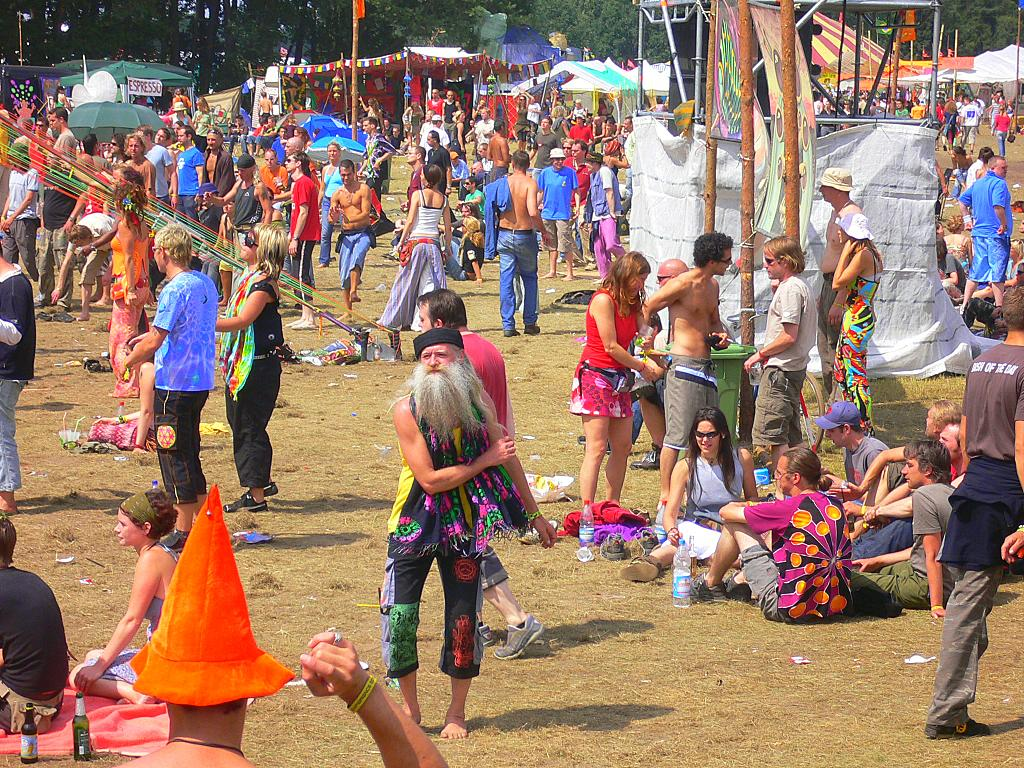
Festival VooV Experience 2005

Els primers hippies que van arribar a l'estat indi de Goa a mitjans dels anys 1960 es van sentir atrets per les platges, l'austeritat de la vida, l'amabilitat de la gent local, les seves pràctiques religioses i espirituals i pel cànnabis que fins a mitjans de la dècada del 1970 hi era legal. Durant els anys 1970 els primers discjòqueis de Goa punxaven generalment grups de rock psicodèlic com Grateful Dead, Pink Floyd o The Doors. L'any 1979, els inicis de la música electrònica de ball es van poder escoltar de tant en tant a Goa en forma de temes d'artistes com Kraftwerk, tot i que no va ser fins al 1983 que els punxadiscos Laurent, Fred Disko i Goa Gil, van començar a canviar l'estil de Goa per l'electro-industrial i l'electronic body music present a Europa amb artistes com Front 242 i Nitzer Ebb o l'eurobeat.
Les pistes es van remesclar, eliminant-ne les lletres, reproduint en bucle les melodies i els ritmes i, en general, manipulant els sons de manera que finalment les pistes es presentessin als ballarins com a mescles personalitzades a l'estil Goa.
Entre 1990 i 1991, Goa començava a cridar l'atenció i s'havia convertit en una destinació popular pel seu ambient festiu. A mesura que l'escena musical es va fer més gran, les festes a l'estil de Goa es van estendre per tot el món a partir de 1993. L'edat daurada de la primera onada de goa trance com a gènere va ser entre 1994 i 1997, i va mantenir la seva popularitat a les raves i festivals a l'aire lliure, així com també en discoteques com Natraj Temple de Múnic i gràcies al l'aparició de nous artistes arreu del món. El 1993 es va publicar el primer àlbum 100% goa trance, Project II Trance, amb temes de Man With No Name i Hallucinogen, entre d'altres, que va marcar l'inici del seu punt àlgid comercial fins a la publicació del recopilatori Let it RIP el 1997.

## Característiques
| Inavon "3303" (2013)     |
|                          |
| An example of goa trance |
|                          |

El psytrance té un so distintiu i energètic que acostuma a ser més ràpid que altres formes de trance o música tecno amb uns tempos que generalment oscil·len entre 125 i 150 BPM. Utilitza un ritme de baix molt característic que batega constantment al llarg de la cançó i superposa el baix amb diferents ritmes de funk, tecno, dance, acid house, eurodance i trance amb bateria i altres instruments. Els diferents leads, i ritmes canvien generalment cada vuit compassos. Les capes s'utilitzen per a crear efectes, amb noves idees musicals que s'afegeixen a intervals regulars, sovint cada quatre o vuit compassos, fins que s'arribi al clímax, i aleshores la cançó es trenca i comença un nou patró rítmic sobre la línia de baix constant. Les pistes de psytrance solen durar entre sis i deu minuts, amb una introducció atmosfèrica.
El Boom Festival a Portugal va començar el 1997 com un festival psytrance tot i que des de llavors s'ha expandit per a incloure també música del món. Se celebra a l'agost cada dos anys i combina l'activisme social amb components culturals i espirituals. L'Ozora Festival a Hongria és un esdeveniment centrat en les arts i el psytrance que posa l'accent en la connexió amb la natura i amb un mateix.